# 向麻山
向麻山（こうのやま）は、徳島県吉野川市に位置する山である。標高は91.8m。

## 地理
剣山地に属し、頂上には竜眼神社と御嶽神社が鎮座する。山麓には児童公園やテニスコート・ゲートボール場、散策の小径などがあり、旧麻植郡鴨島町の憩いの場として活用されている。
山一帯は向麻山公園として整備されており、頂上の芝生広場からは吉野川市を一望できる。山内には桜が200本、つつじが500本、さつきが300本、それぞれ植えられており、花見の名所となっている。
山名の由来は、鳴門市の大麻山の向かいにあることから名付けられたとされ、これは天日鷲神が向麻山に登り大麻山を偲んだのが名付けの理由とされる。

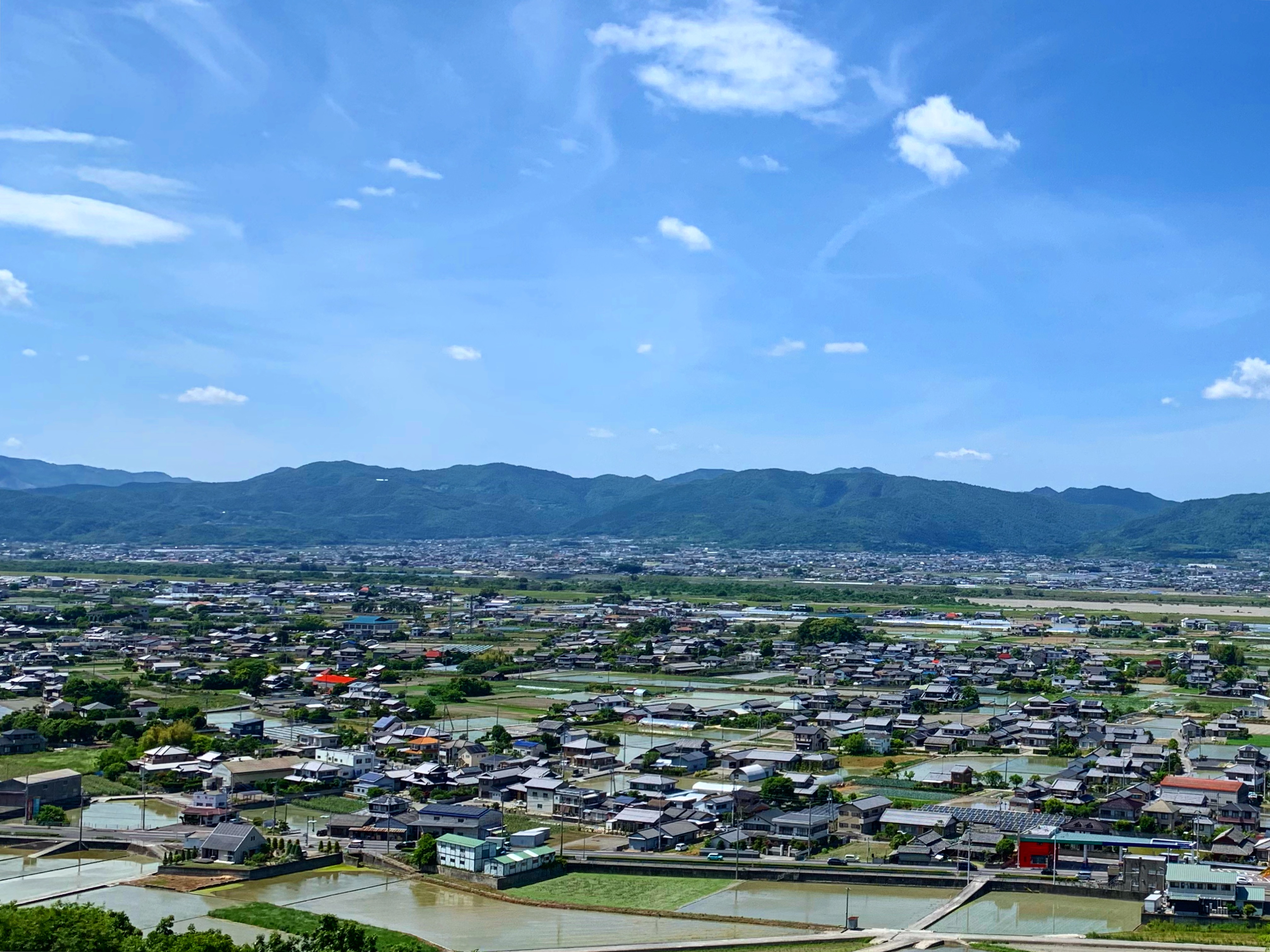
山頂からの景色。
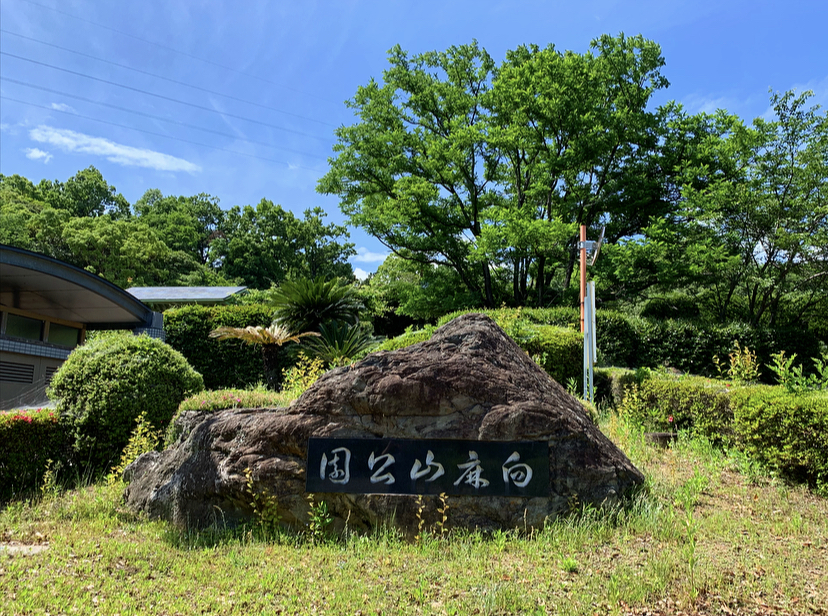
向麻山公園。

## 交通
- JR徳島線「牛島駅」下車、車で約10分。または徒歩約30分。